# 哈馬略
哈馬略（挪威語：Hamarøy）是挪威諾爾蘭郡的一個市镇，行政中心为奧佩德村。市镇面积为2,020.45平方公里，2023年人口数量为2,682人。